# Ghiacciaio Scambos
Il ghiacciaio Scambos (in inglese Scambos Glacier) è un ghiacciaio lungo circa 60 km situato sulla costa di Saunders, nella parte occidentale della Terra di Marie Byrd, in Antartide. Il ghiacciaio, il cui punto più alto si trova ad oltre 400 m s.l.m., direzione nord-ovest a sud del picco McKinley, fino ad andare ad alimentare la piattaforma glaciale Sulzberger.

## Storia
Il ghiacciaio Scambos è stato così battezzato dal Comitato consultivo dei nomi antartici in onore di Theodore A. Scambos, del National Snow and Ice Data Center dell'Università del Colorado, esperto nell'utilizzo di dati satellitari per la realizzazione di studi sul comportamento dei ghiacci antartici a partire dagli anni ottanta.